# Aloe barberae
Aloe barberae är en grästrädsväxtart som beskrevs av William Turner Thiselton Dyer. Aloe barberae ingår i släktet Aloe och familjen grästrädsväxter. Inga underarter finns listade i Catalogue of Life.

## Bildgalleri

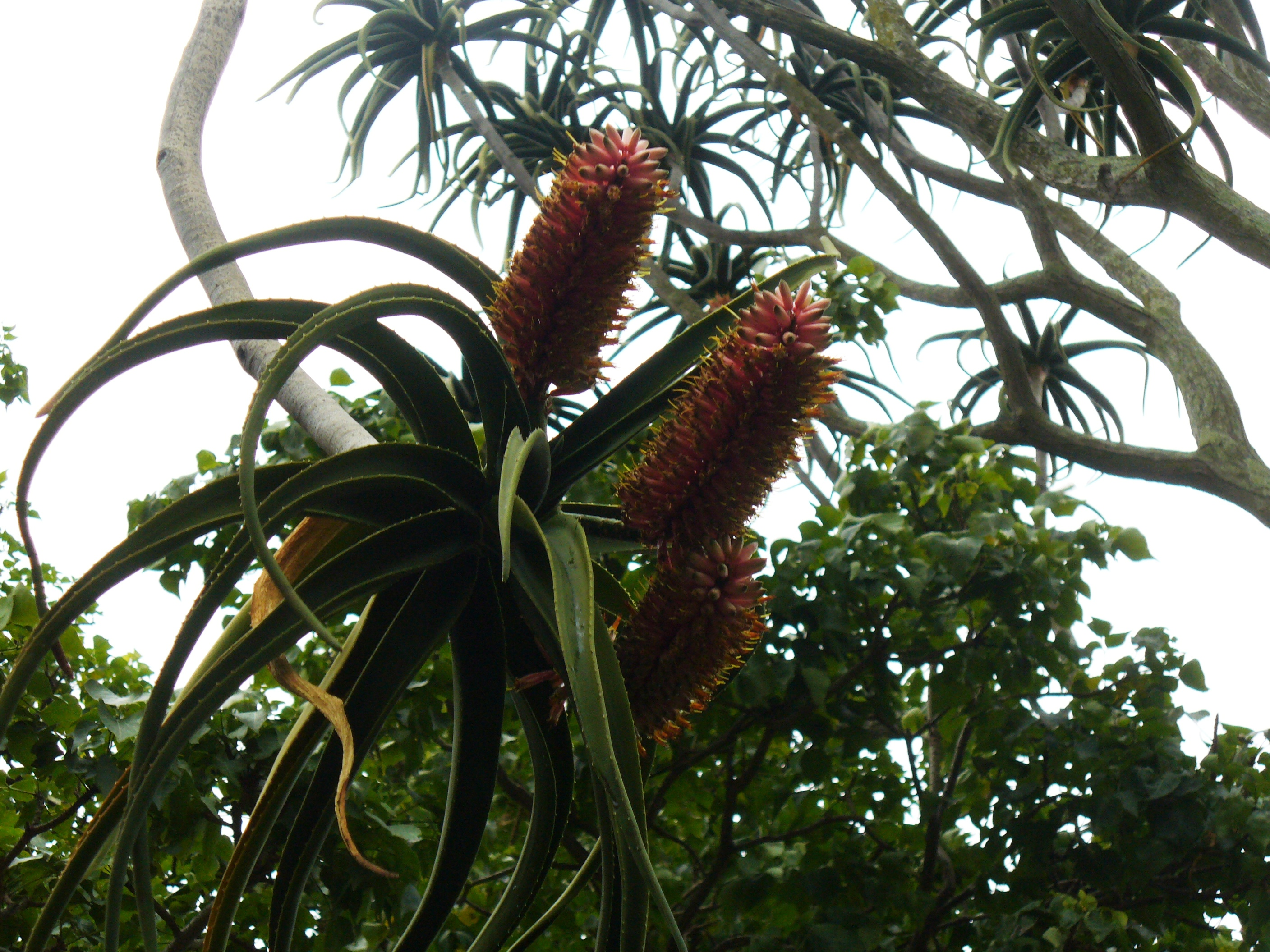
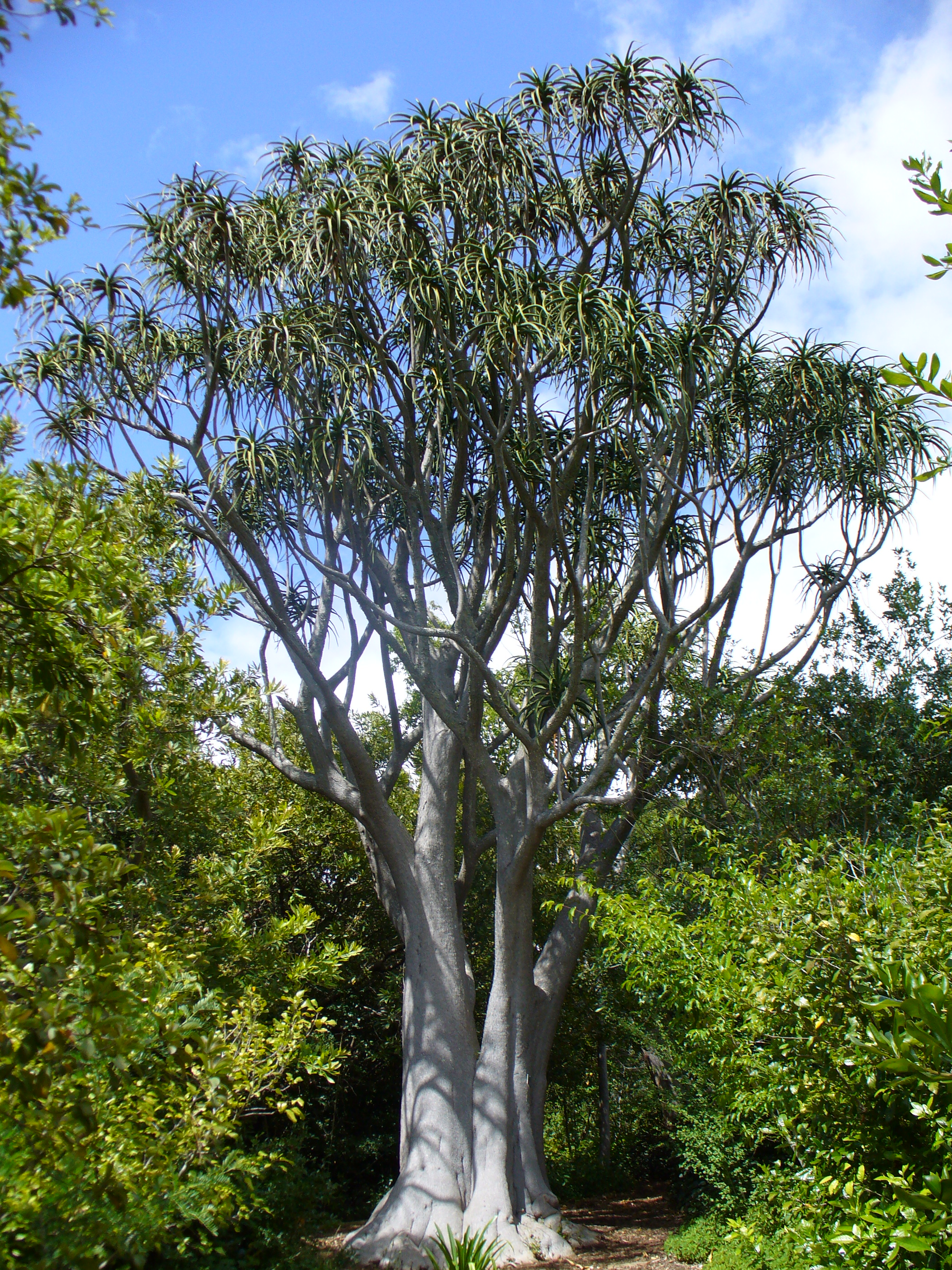
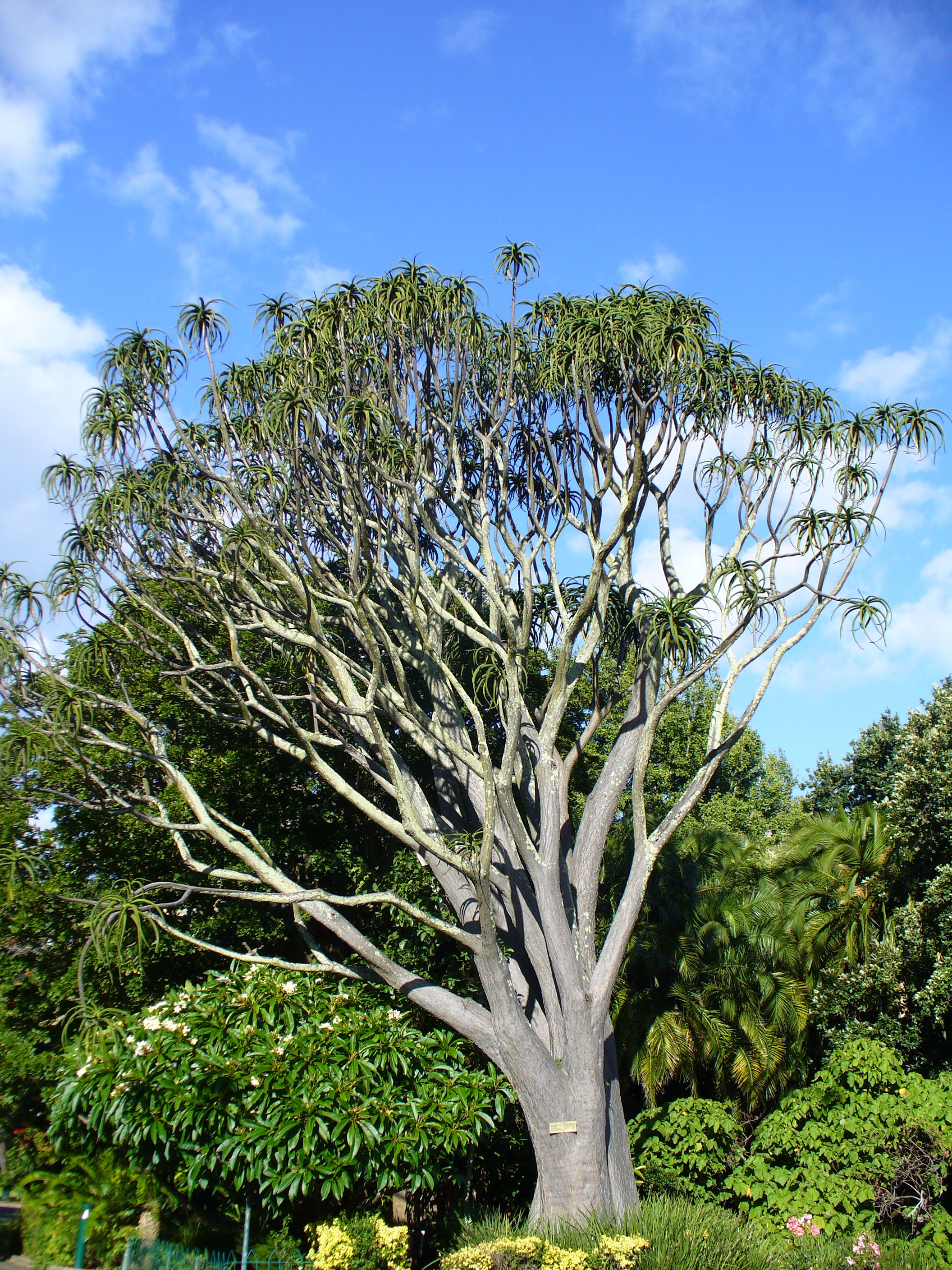
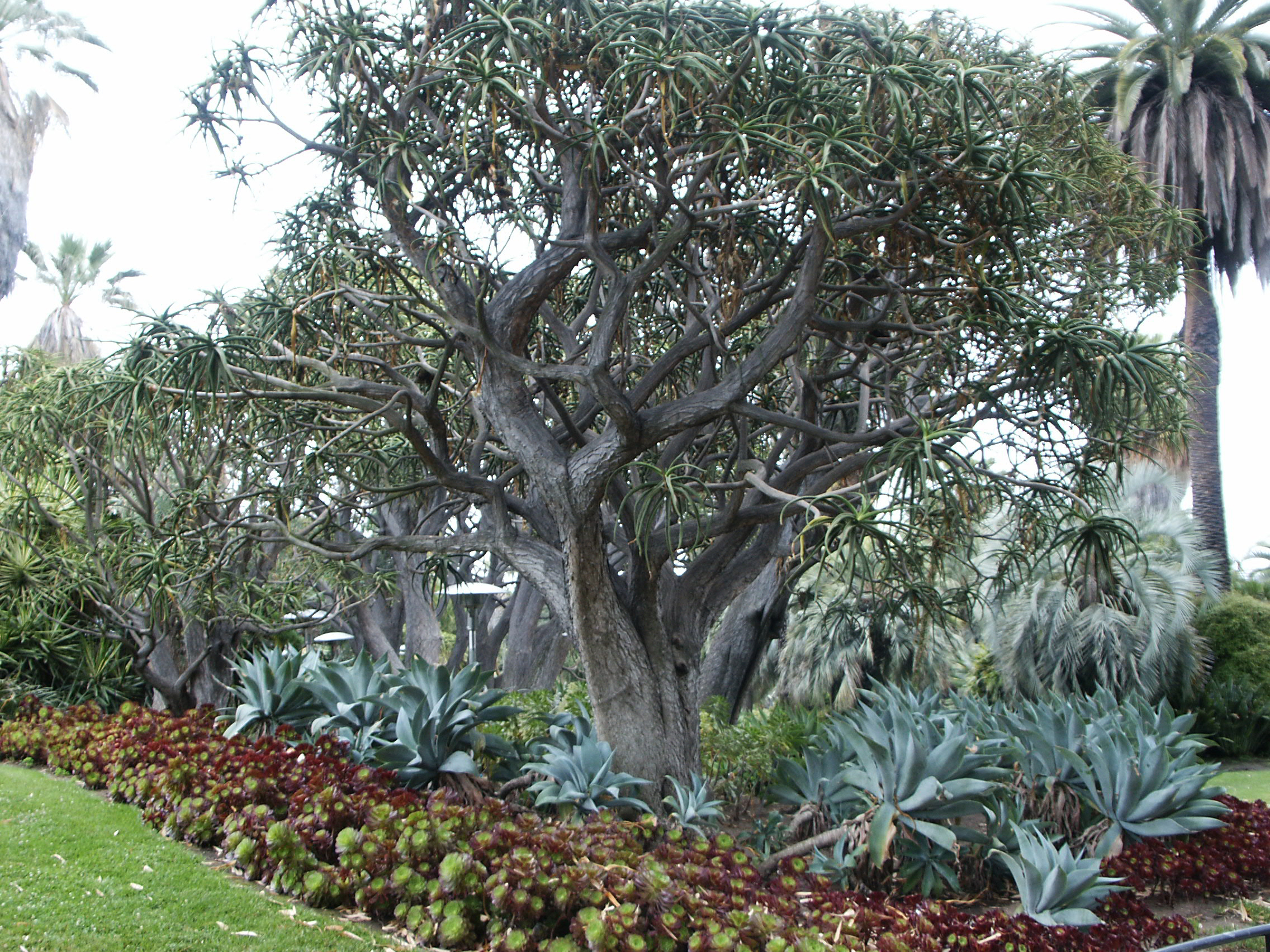
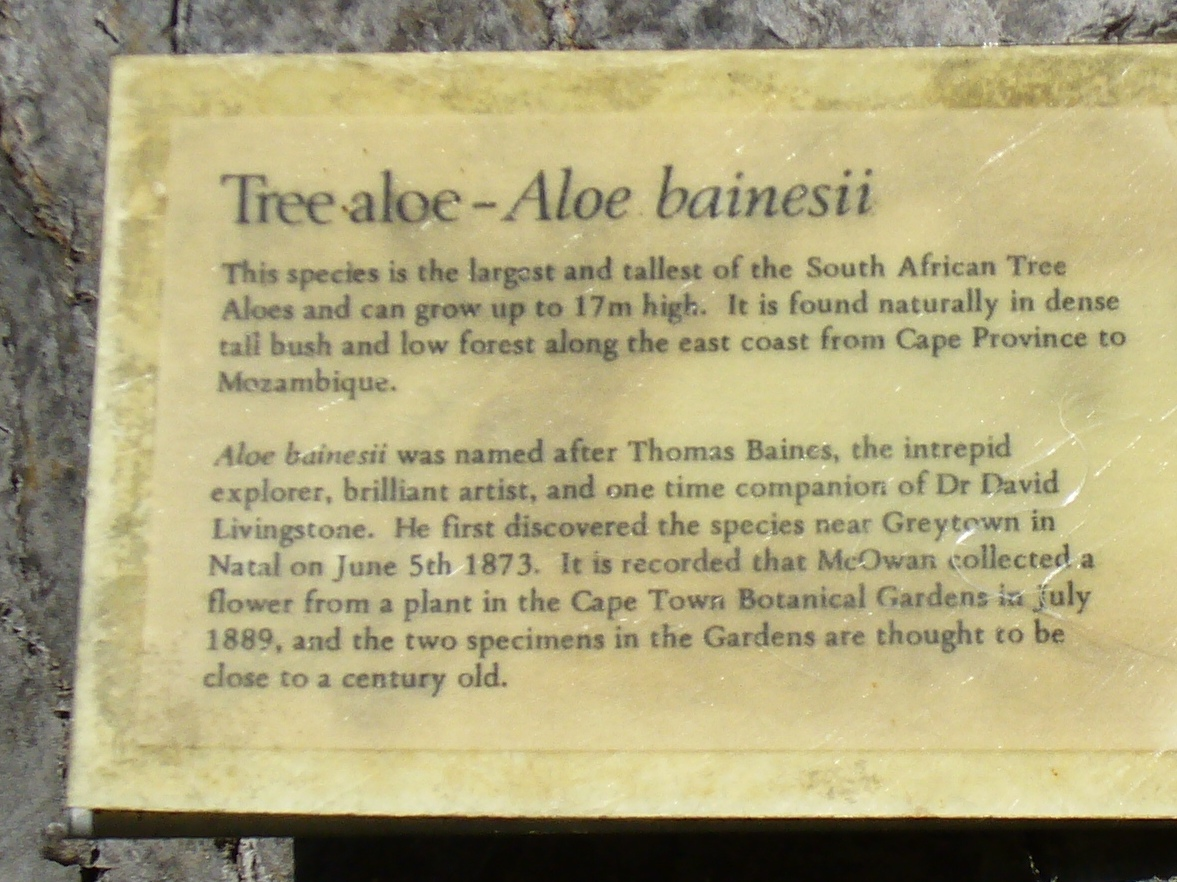
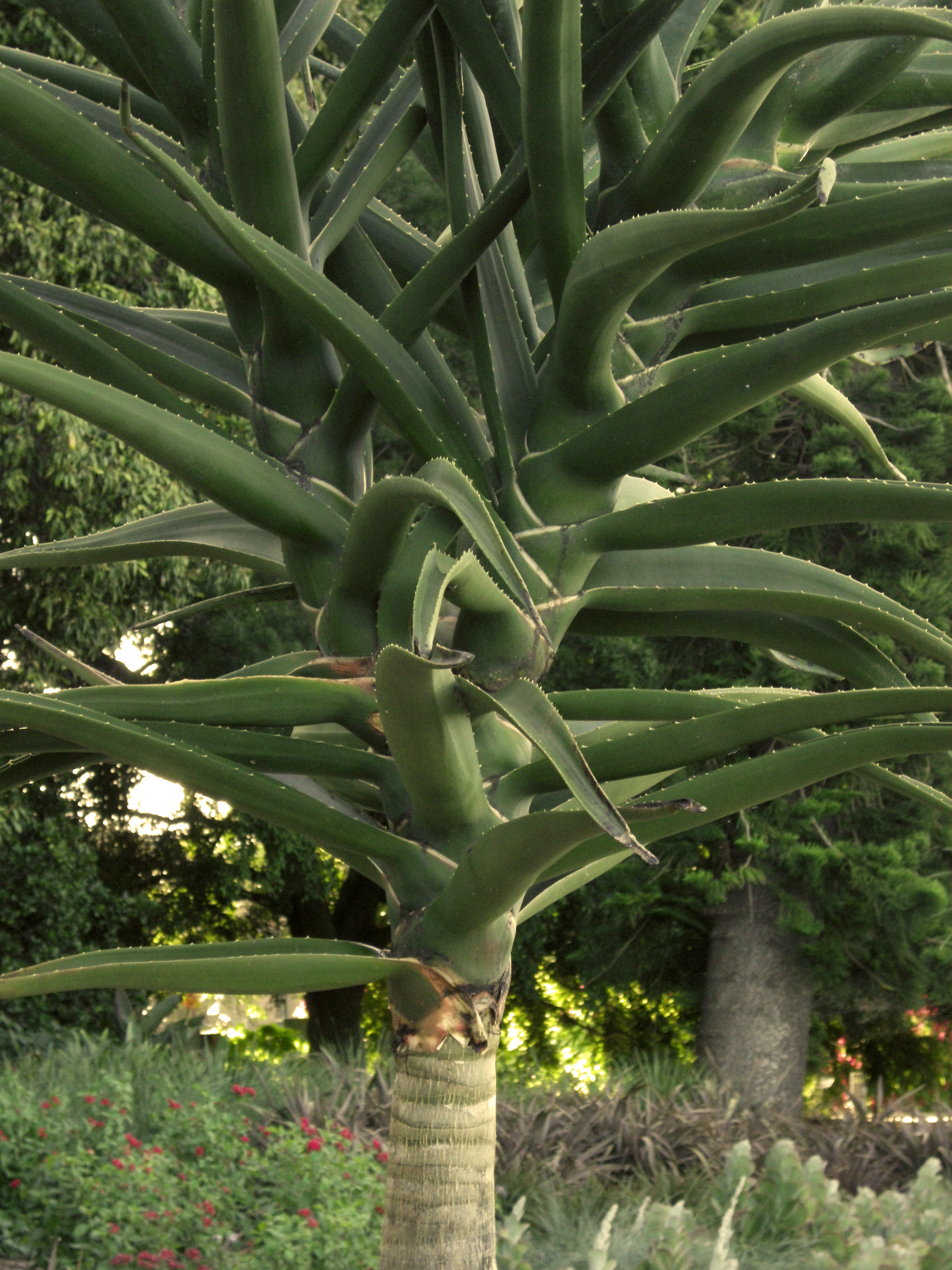